# Francisco Pérez Calafat
Francisco Pérez Calafat   (Alzira, 14 d'octubre de 1951), conegut també com a Paco Pérez Calafat, és un ex-pilot de motociclisme valencià que destacà en competicions estatals a finals de la dècada de 1970 i començaments de la de 1980.
Pérez Calafat començà a competir a l'edat de 20 anys, debutant en una cursa a Xàtiva, Costera, el 1971. A partir de 1974, patrocinat per Avidesa, començà a destacar en tota mena de curses de velocitat i aviat fou un dels màxims aspirants al títol de campió d'Espanya en cilindrades altes, tot i que mai no el va aconseguir. Sí que guanyà, però, el campionat d'Espanya de resistència, concretament l'any 1977 amb Xavier Barba de company a bord d'una Montesa.
El seu germà, Agustín Pérez Calafat, fou també un destacat pilot de velocitat més o menys a la mateixa època, especialitzant-se en cilindrades petites.